# Río Orteguaza
Der Río Orteguaza ist ein etwa 270 km langer linker Nebenfluss des Río Caquetá im Süden von Kolumbien.

## Flusslauf
Der Río Orteguaza entspringt auf einer Höhe von etwa 2600 m im Süden der Cordillera Oriental, 60 km nördlich von Florencia. Er fließt in überwiegend südlicher Richtung. Dabei durchquert der Fluss den Westen des  Departamento del Caquetá. Nach ungefähr 100 Kilometern verlässt der Fluss das Gebirge und erreicht das Amazonastiefland. Bei Flusskilometer 156 überquert die Fernstraße I-65 (Florencia–La Montañita) den Río Orteguaza. Einen Kilometer flussabwärts trifft der Río Hacha, der die 10 km nordwestlich gelegene Stadt Florencia durchfließt, rechtsseitig auf den Río Orteguaza. Bei Flusskilometer 128 mündet der Río San Pedro von links in den Fluss. 105 km oberhalb der Mündung liegt der Ort Milán am linken Flussufer. Bei Flusskilometer 103 und 95 münden die Flüsse Río Bodoquero und Río Pescado (beide von rechts) in den Fluss. Bei Flusskilometer 73 befindet sich am linken Flussufer der Ort San Antonio de Getuchá. Der Río Orteguaza mündet schließlich 3 km nördlich von Solano in den Río Caquetá. 4 km oberhalb der Mündung befindet sich der Militärflugplatz Captain Ernesto Esguerra Cubides Air Base (IATA: TQS) am linken Flussufer.

## Hydrologie und Einzugsgebiet
Der Río Orteguaza entwässert ein Areal von 9950 km². Der mittlere Abfluss beträgt 980 m³/s. 